# Lee Wallard
Lee Wallard (n. 7 septembrie 1910 – d. 29 noiembrie 1963) a fost un pilot de curse auto american care a evoluat în Campionatul Mondial de Formula 1 între anii 1950 și 1951.
1. 1 2 3 4  Find a Grave